# Isla Hart
La Isla Hart, en idioma inglés Hart Island, a veces conocida como Isla de Hart, es una isla en la ciudad de Nueva York en el extremo occidental de Long Island Sound. Su tamaño es de aproximadamente 1,5 km de largo por 300 m de ancho y está situada al noreste de City Island en el grupo de las Islas Pelham. La isla es la parte más oriental de El Bronx; se ha utilizado como hospital psiquiátrico, sanatorio, fosa común, y reformatorio.